# Doc McKinney
Martin Doc McKinney, né le 27 août 1971 est un producteur musical canadien. Il produit avec Illangelo, les mixtapes House of Balloons et Thursday du chanteur canadien The Weeknd.